# Aquala
 Aquala(アクアラ) とは、2-methacryloyloxyethyl phosphorylcholine（MPC）を人工関節の摺動面にグラフト重合させる技術についての京セラの商標である。アクアラ技術を応用した人工関節では摺動面での摩擦抵抗が減少し、摺動に伴う摩耗粉の発生を抑制する。

## 概要
人工関節の「ゆるみ」の主な原因は関節摺動面から発生する摩耗粉にある。東京大学大学院工学系研究科マテリアル工学専攻の石原一彦教授、東京大学大学院医学系研究科の高取吉雄特任教授らは、人工関節の摺動面に2-methacryloyloxyethyl phosphorylcholine（MPC） をグラフト重合して、MPCポリマー層を関節摺動面上に構築することにより、潤滑性を向上させ、人工関節の摺動面から発生する摩耗粉の抑制に成功した。この技術がAquala（アクアラ）である。MPCに含まれるphosphorylcholine(ホスホリルコリン）基は細胞膜を構成するリン脂質の極性基と同じ構造である。Aquala(アクアラ)技術を応用した人工関節では、生体内でMPCポリマー層が体液を含みゲル状化するため流体潤滑機構が働き、関節軟骨と同様に摩擦抵抗の少ない摺動が可能になる。ヒトの歩行を模したシミュレーション試験において、Aquala（アクアラ）技術を応用した人工関節では、未処理の人工関節と比較して、湿潤下での摩擦抵抗は１／１０以下に低減し、また摩耗粉数は９９％以上抑制された。Aquala（アクアラ）技術は人工関節の耐用年数が大幅に伸ばすことのできる日本独自のマテリアル技術として確立され、これを搭載した人工股関節はすでに臨床応用され、世界的にも期待されている。

## 沿革・歴史
- 1987年　MPC（2-メタクリロイルオキシエチルホスホリルコリン)の大量合成法の開発に成功(Ishihara K, Polym J 1990)
- 1999年　MPCとMPCポリマーの本格的な工業生産開始
- 1999年　MPCポリマーを応用した人工関節の開発がスタート
- 2007年　摺動面にMPCグラフト重合処理した人工股関節の臨床治験を実施
- 2011年　MPCグラフト重合処理した人工股関節に製造承認（Aquala の臨床使用の開始）